# ترودي ديزموند
ترودي ديزموند هي عازفة الجاز ومغنية كندية، ولدت في 11 أكتوبر 1945، وتوفيت في 19 فبراير 1999.

## وصلات خارجية
- ترودي ديزموند على موقع IMDb (الإنجليزية)
- ترودي ديزموند على موقع ميوزك برينز (الإنجليزية)
- ترودي ديزموند على موقع ديسكوغز (الإنجليزية)